# Lutverci
Lutverci – miejscowość w Słowenii w gminie Apače.